# Теодор Ромбоутс
Теодор Ромбоутс (нід. Theodoor Rombouts 1597—1637) — художник доби бароко першої половини XVII століття з Південних Нідерландів (Фландрія, нині — Бельгія), представник фламандського караваджизму.

## Життєпис
Народився в місті Антверпен. Художню освіту опановував в майстернях місцевих художників, спершу у Франса Ланквелта, а потім у Абрагама Янссенса .

## Італійський період
Як і більшість митців Антверпену розділяв уяву про значний мистецький авторитет художників Італії, тому 1617 року відбув у Італію, де працював у папському Римі. Значний вплив на художню манеру молодого художника мали твори не митців римської академії Св. Луки і «Велична манера» Аннібалє Каррачі чи П'єтро да Кортона, а демократична гілка римського бароко, твори Караваджо та його послідовників. Найбільший вплив на творчу манеру митця мали картини Ніколо Реньєрі, хоча римські картини Ромбоутса дещо різкі за колоритом, ніж твори Ніколо Реньєрі і менш драматичні, ніж у Валантена де Булонь. З Риму перебрався у Флоренцію, яка втрачала авторитет художнього центру і жила лише уславленим минулим.

## Повернення в Антверпен

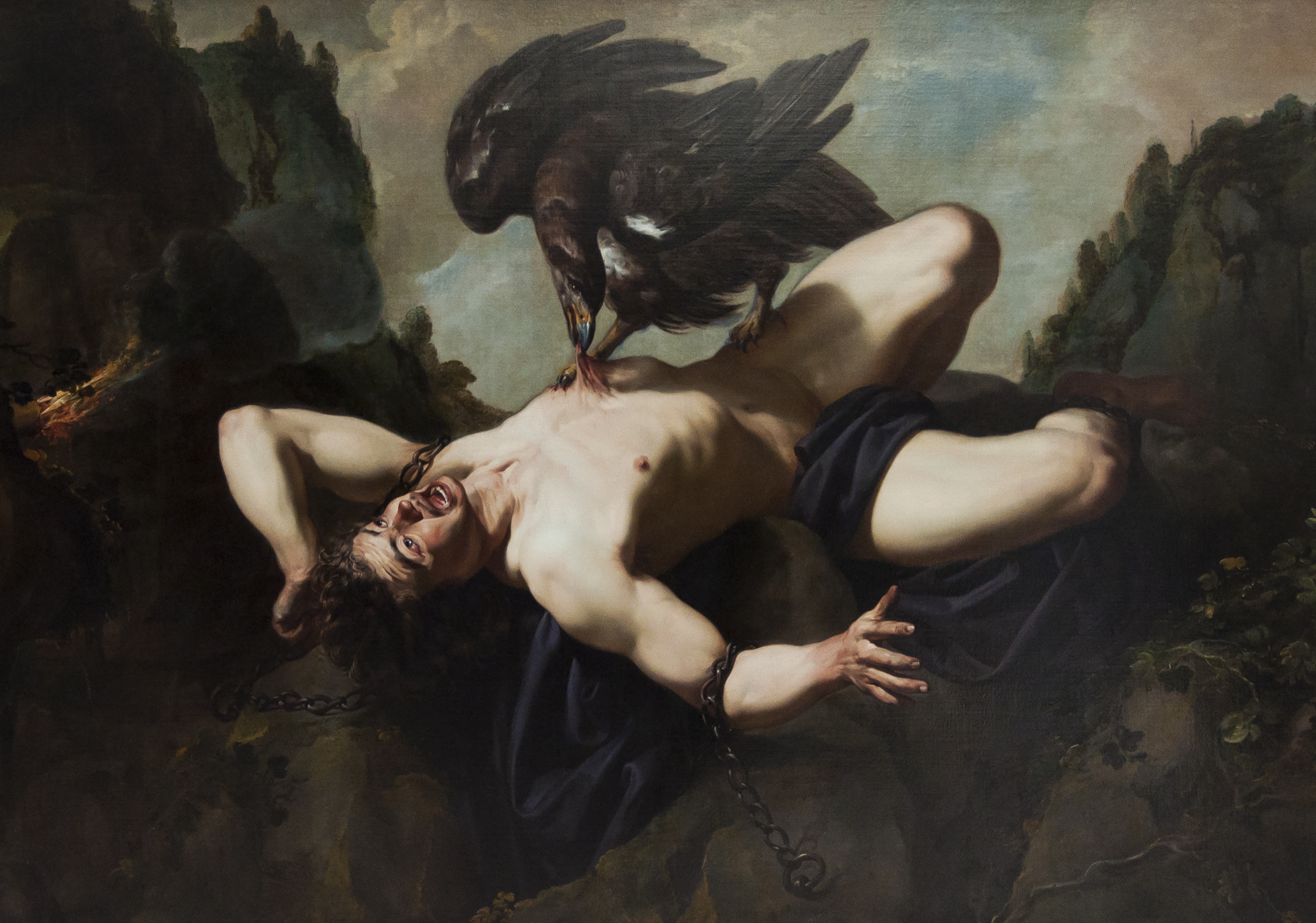
« Покарання Прометея», Королівські музеї витончених мистецтв (Брюссель)

Перебування в Італії закінчилось у 1625 році, коли художник повернувся в Антверпен. На відміну від багатьох антверпенських митців — Теодор Ромбоутс не підпав під могутній вплив творів Пітера Пауля Рубенса. Хоча розділяв настанови римського та фламандського бароко і створював і алегорії, і релігійні картини («Вигнання торгашів з храму»), і міфологічні композиції (« Покарання Прометея», Королівські музеї витончених мистецтв (Брюссель)).
1625 року його прийняли до антверпенської гільдії Св. Луки. Відомі випадки, коли співпрацював в одній картині з іншим художником («Продаж дичини та овочів», разом з Адріаном ван Утрехтом, «Свята родина», разом з Яном Вілденсом, що малював пейзажі).
1627 року він узяв шлюб з Анною ван Тилен, сестрою художника Яна Філіпа ван Тилена (1618—1667), що створював переважно натюрморти з квітами. Непогано складалась і адміністративна кар'єра митця — він був деканом антверпенської гільдії Св. Луки у 1628 та 1630 роках.
Він помер у Антверпені у 1637 році. Частина картин по смерти митця була знищена.

## Алегорія Юстиції

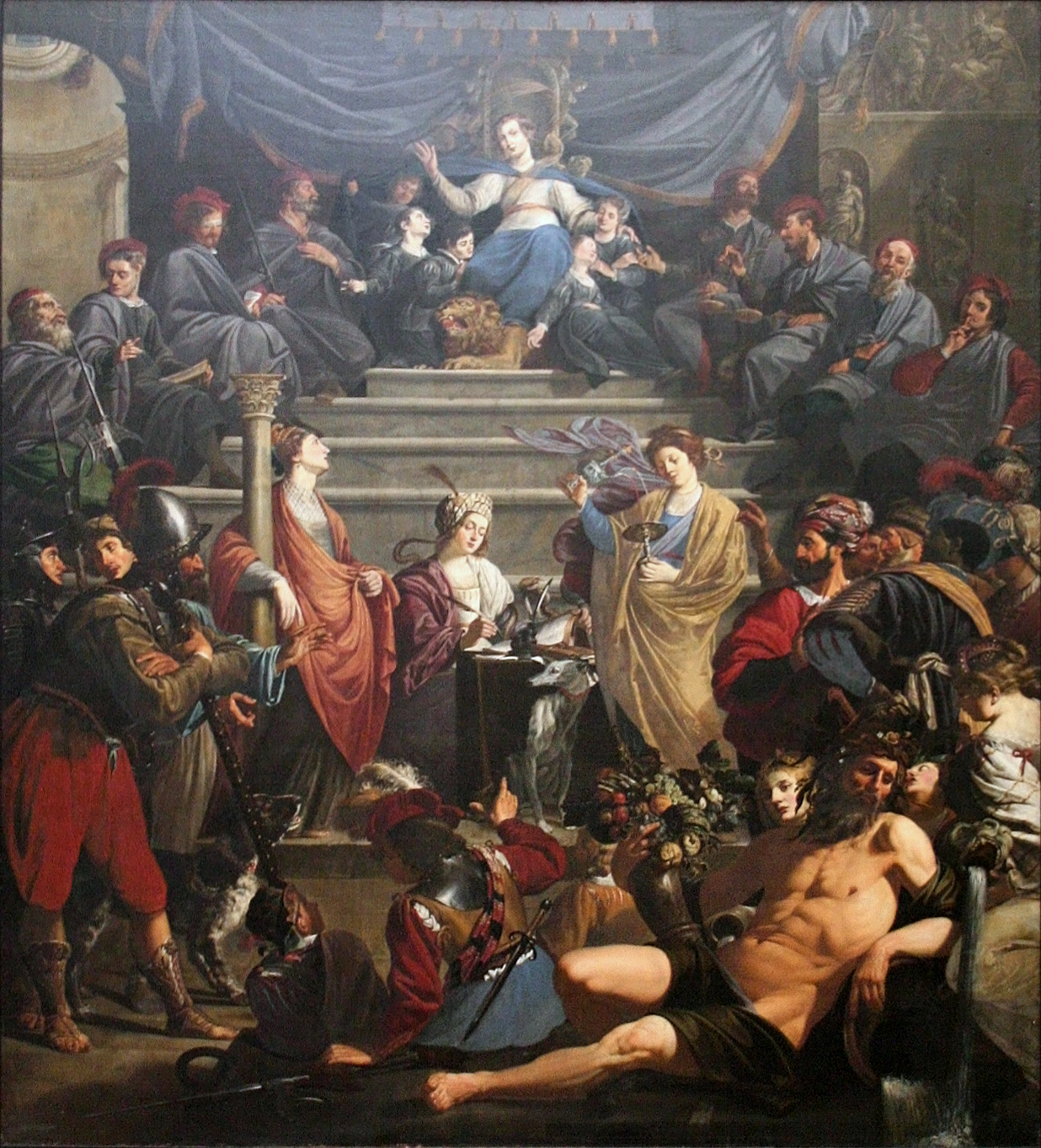
" Алегорія Юстиції ", Музей витончених мистецтв (Гент)

Своєрідним винятком в творчому доробку митця стала велична «Алегорія Юстиції». Для полотна була розроблена літературна програма, яку Теодор Ромбоутс втілив у компромісних формах «Величної манери» і реалізму послідовників Караваджо. Картина рясніє алегоричними персонажами — головує Юстиція, обабіч якої сидять мудреці минулого в червоних капелюшках. У підніжжя парадних сходів — натовп з реальних персонажів (вояки, іноземці, діти, собаки) та нових алегоричних постатей (алегорія річки з глеком-джерелом води, Міць з колоною та ін.) Цікавий і незвичний твір так і не став досконалим через штучне поєднання чужерідних елементів двох стилістично далеких мистецьких систем. Останнім прихильником подібних штучних композицій став Жан Огюст Домінік Енгр в першу половині ХІХ століття (Енгр, «Апофеоз Гомера»).

## Вибрані твори

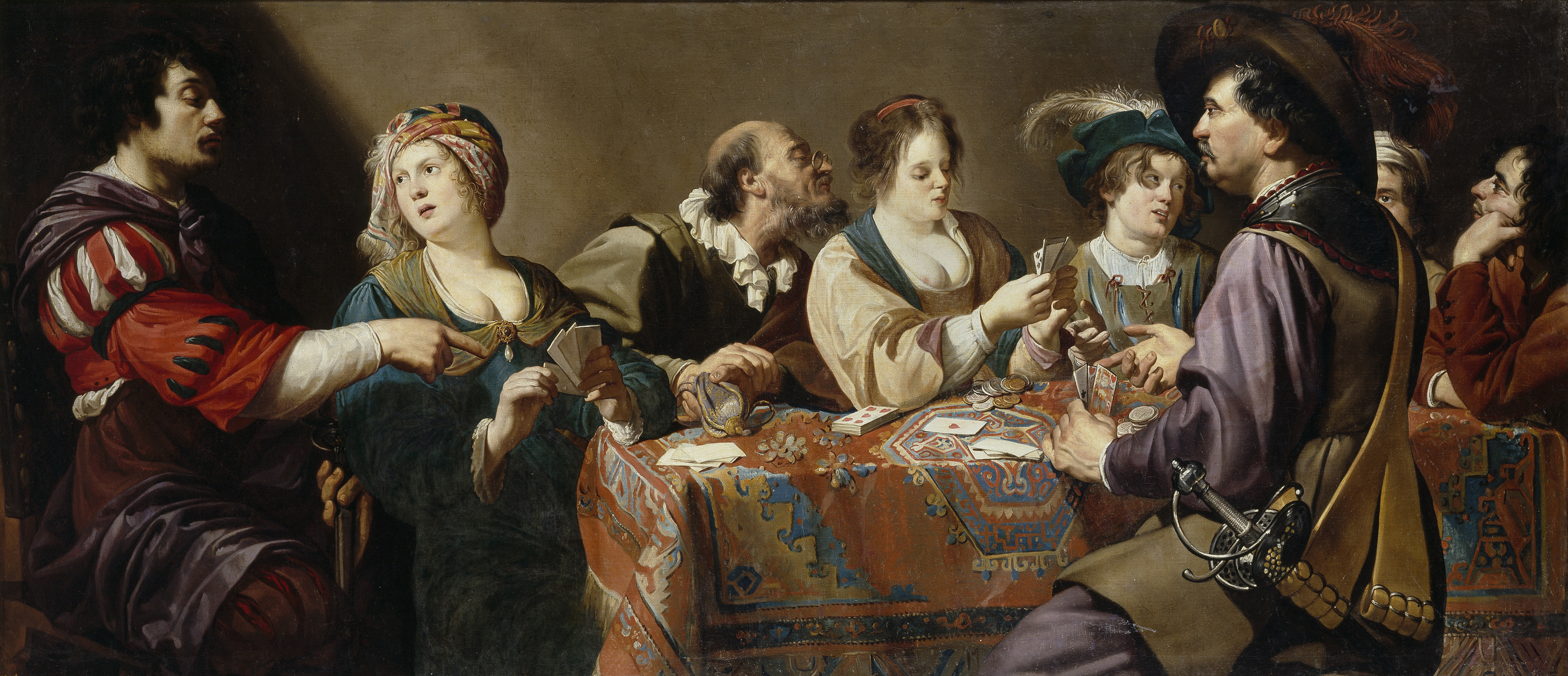
«Гра в карти», музей Прадо, Мадрид

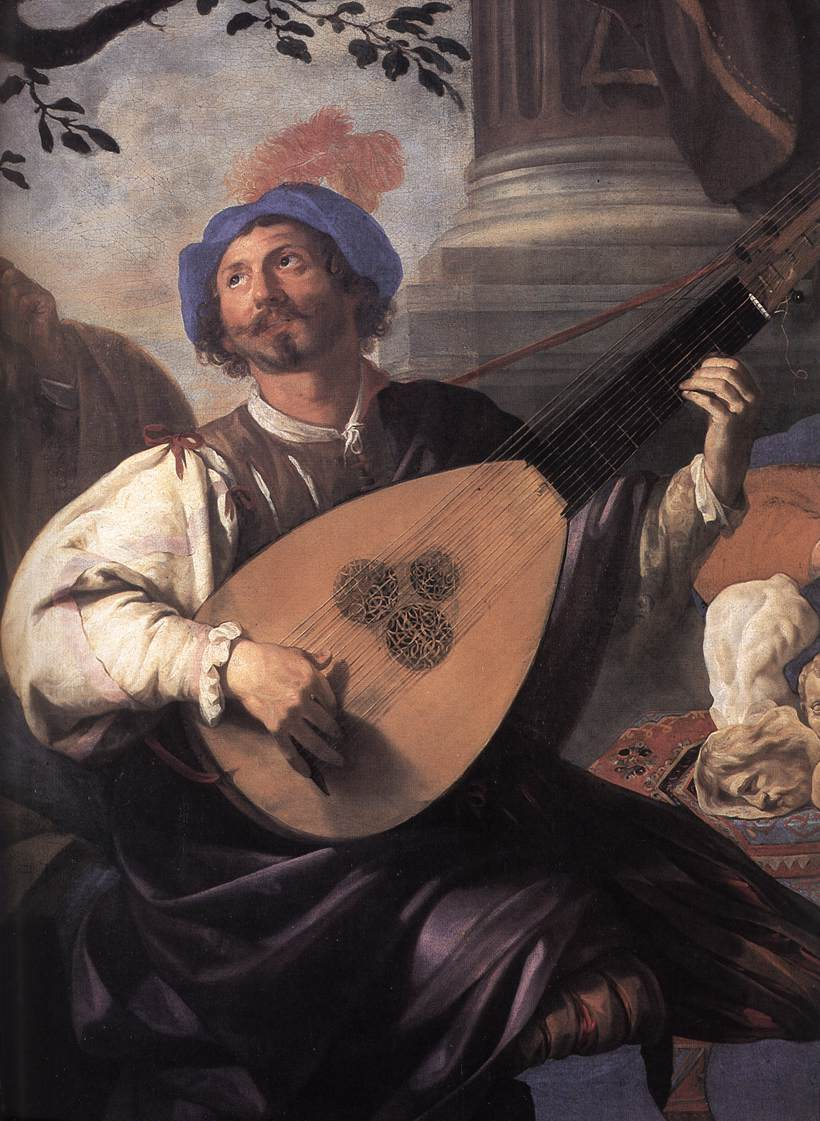
Алегорія п'яти почуттів (уособлення слуху, фрагмент)Музей витончених мистецтв (Гент).

- «Христа знімають з креста», собор Св. Бавона, Гент
- «Христос і Св. Августин», Антверпен
- «Гравці в карти», Королівський музей красних мистецтв, Антверпен
- «Покладання Христа у гроб», катедрал, Мехелен
- « Зречення апостола Петра», Палац мистецтв, Лілль, Франція
- «Алегорія Юстиції», Музей витончених мистецтв (Гент)
- «Лютнист», 1620, Музей мистецтв Філадельфії, США
- «Концерт», 1622, Національний музей старовинного мистецтва, Рим
- «Видалення зуба», музей Прадо, Мадрид
- «Вигнання торгашів з храму»
- «Свята родина»
- «Алегорія п'яти почуттів», Псков, Росія
- музей красних мистецтв Камбре
- «Покарання Прометея», Королівські музеї витончених мистецтв (Брюссель)
- «Алегорія п'яти почуттів», Музей витончених мистецтв (Гент)
- «Гра в карти», Зальцбург, Австрія
- «Гра в карти», музей Прадо, Мадрид
- «Кефал і Прокріда», Ермітаж, Санкт-Петербург
- «Кухня», Ермітаж, Санкт-Петербург
- «Гра в карти», Ермітаж, Санкт-Петербург
- «Гравці в карти», Національний музей, Варшава